# Resiliencia (ingeniería)

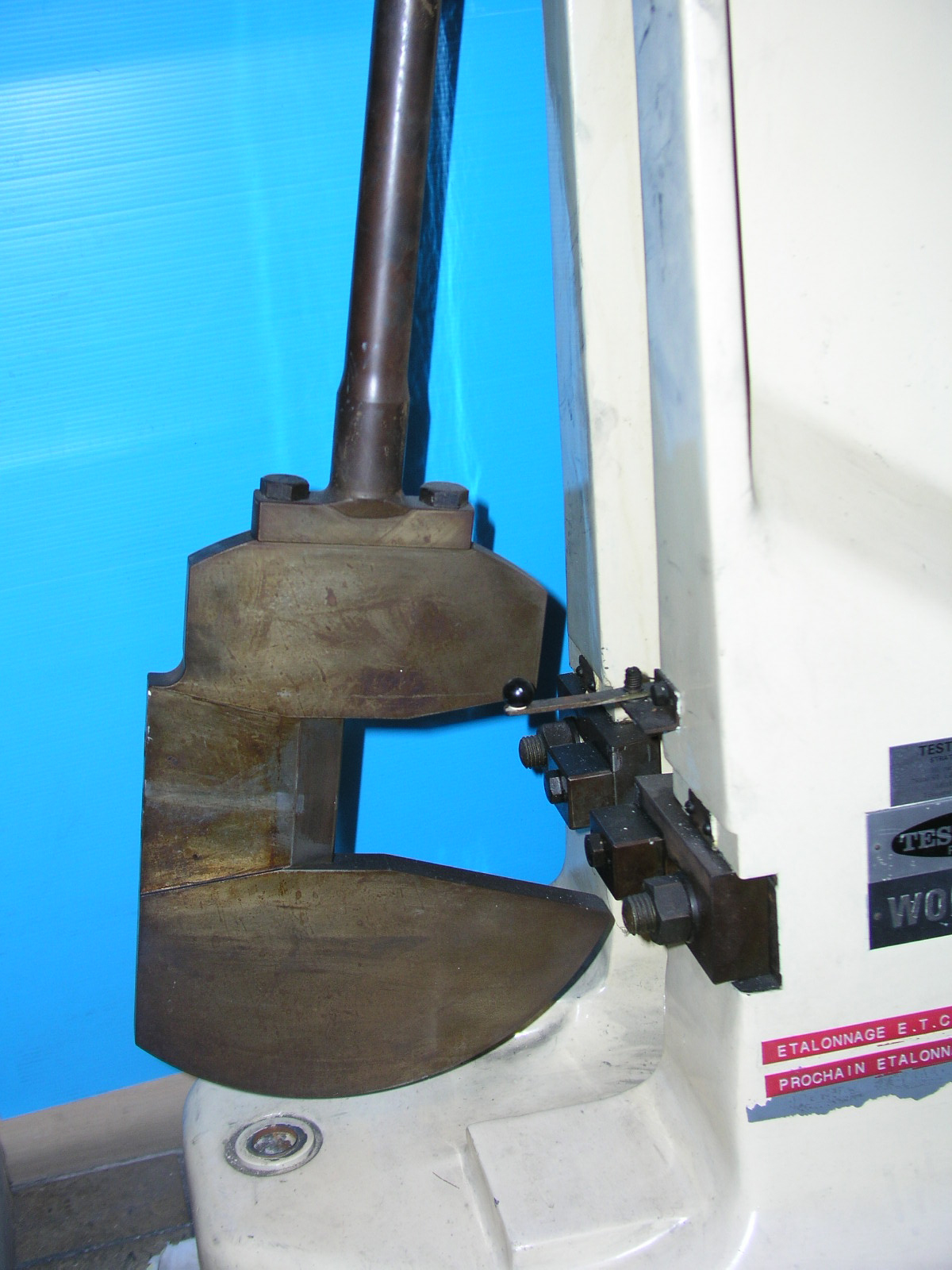
Péndulo de Charpy

En resistencia de materiales, se llama resiliencia de un material a la energía de deformación (por unidad de volumen) que puede ser recuperada de un cuerpo deformado cuando cesa el esfuerzo que causa la deformación. La resiliencia es igual al trabajo externo realizado para deformar un material hasta su límite elástico:

{\displaystyle U_{r}=\int _{0}^{\varepsilon _{y}}\sigma (\varepsilon )\ d\varepsilon }

Para una probeta de material elástico lineal sometida a tensión axial uniforme:

{\displaystyle U_{r}={\frac {W}{V}}={\frac {1}{2V}}(A\sigma _{e}){\frac {\sigma _{e}L}{E}}={\frac {1}{2}}{\frac {\sigma _{e}^{2}}{E}}}

donde:
{\displaystyle A,L,V=AL\,} son el área transversal, la longitud y el volumen respectivamente de la probeta.
{\displaystyle \sigma _{e}\,} la tensión de límite elástico.
{\displaystyle E\,} el módulo de elasticidad del material.
En términos simples es la capacidad de memoria de un material para recuperarse de una  deformación, producto de un esfuerzo externo.

## Relación entre resiliencia y tenacidad

Relación entre el esfuerzo y la deformación. La resiliencia es el área bajo la curva en la zona verde.

Se diferencia de la tenacidad en que ésta cuantifica la cantidad de energía almacenada por el material antes de romperse, mientras que la resiliencia tan sólo da cuenta de la energía almacenada durante la deformación elástica. La relación entre resiliencia y tenacidad es generalmente monótona creciente; es decir, cuando un material presenta mayor resiliencia que otro, generalmente presenta mayor tenacidad. Sin embargo, dicha relación no es lineal.
La tenacidad corresponde al área bajo la curva de un ensayo de tracción entre la deformación nula y la deformación correspondiente al límite de rotura (cuando el material se rompe).
La resiliencia es la capacidad de almacenar energía en el periodo elástico, y corresponde al área bajo la curva del ensayo de tracción entre la deformación nula y el límite de proporcionalidad elástica del material. Esto significa que la resiliencia es la propiedad que representa la capacidad de un material de recuperar su forma luego de sufrir una deformación

## Medición de la resiliencia de un material
La cuantificación de la resiliencia de un material se determina mediante ensayo por el método Izod o el péndulo de Charpy, resultando un valor indicativo de la fragilidad o la resistencia a los choques del material ensayado. Un elevado grado de resiliencia es característico de los aceros austeníticos, aceros con alto contenido de austenita. En aceros al carbono, los aceros suaves (con menor contenido porcentual de carbono), tienen una mayor resiliencia que los aceros duros.
Para un material elástico lineal, la resiliencia puede ser calculada por medio de la ecuación:

{\displaystyle U_{r}={\frac {1}{2}}\sigma _{y}\epsilon }

Donde {\displaystyle \sigma _{y}} es la tensión de fluencia o límite elástico y {\displaystyle \epsilon } es la deformación correspondiente a dicho límite elástico.
O en términos de la energía absorbida en el impacto y la sección de rotura o final como:

{\displaystyle U_{r}={\frac {E_{a}}{S_{r}}}}

Donde {\displaystyle E_{a}} representa la energía absorbida en el impacto, que resulta ser la misma que la energía potencial que pierde el péndulo, en un ensayo con el péndulo de Charpy, y que puede ser calculada, por tanto, conociendo la diferencia entre la altura inicial de caída del péndulo y la altura que alcanza el péndulo posteriormente al impacto.

## Unidades
En el Sistema Internacional de Unidades se expresa en julios por metro cúbico (J/m3).
Entre los materiales conocidos más resilentes se encuentra la seda de araña (4500 kJ/m3), el tendón (2800) o el cuerno de mamíferos (1800). El acero en cables presenta un resiliencia elevada (900 kJ/m3). La madera tiene resiliencias distintas según el signo de la tensión y su orientación respecto a la dirección de las fibras, y los valores de su tenacidad pueden ser muy superiores en algunos casos.

## Resiliencia en redes y sistemas de TI
Teniendo en cuenta los conceptos físicos de Resiliencia, en el caso de las redes y sistemas informáticos, se debe plantear de forma similar, teniendo en cuenta que hoy en día toda infraestructura de Telecomunicaciones debe tener presente la alta probabilidad de sufrir ataques o incidentes por fallos ante los cuales deba recuperarse lo antes posible y en las mejores condiciones.   Un concepto que describe muy bien esta línea de pensamiento es: “Resiliencia no es capacidad de recuperación, sino la certeza en recuperarse”.
Una infraestructura de redes y sistemas de TI no se puede catalogar de resiliente o no resiliente. En ingeniería el término absoluto se acaba en los cálculos matemáticos y teorías, cuando llevamos el proyecto a la realidad, es preferible manejarse por valores de “tolerancia” o porcentajes de cumplimiento.
No se pretende decir que dejemos de buscar la perfección en todas y cada una de las cosas que hacemos, lo que sí se debe tener es la capacidad de encontrar los límites o umbrales de todo lo que hace.   Cuánto más preciso sea en la definición de esos límites, mayor será su capacidad ejecutiva, esto se traduce en la relación coste/beneficio de estas decisiones, y ese balance óptimo hace ahorrar mucho dinero, tiempo, esfuerzos y dolores de cabeza. Es vital realizar el análisis de riesgo de forma metódica y sí, en particular, tomamos como referencia metodologías internacionalmente comprobadas, pues mejor que mejor, luego sobre los activos críticos que se identifiquen es donde se deberá avanzar metódicamente hasta lograr un "Ciclo de vida" de la Seguridad.
Hay una serie de reflexiones, que en la cita de este párrafo están debidamente desarrolladas que son la base de una red o sistema resiliente:
Reflexión 1: Límite (umbral) elástico, plástico o de rotura.
Reflexión 2: Equilibrio entre rigidez y flexibilidad.
Reflexión 3: Calidad del material (no necesariamente precio).
Reflexión 4: Resiliente a qué.
Reflexión 5: Amortiguación (rebote).
Reflexión 6: Tiempo de respuesta óptimo.
Reflexión 7: Esfuerzo de mantenimiento.
Reflexión 8: Fisuras (o degradación).
Reflexión 9: Grado de deformación.
Reflexión 10: Presiones persistentes.